# خربة ياجوز الأثرية

خربة ياجوز الأثرية ( أو خربة مدراج) منطقة أثرية على بعد 11 كم شمال شرق العاصمة الأردنية عمّان في شفابدران، وهي مدينة أثرية بيزنطية إقيمت على أنقاض مدينة رومانية سابقة تعود للفترة من القرن الرابع الميلادي حتى أواخر القرن السابع الميلادي. 

## الرحلات الإستكشافية
قام العديد من الرحالة والباحثين الاثاريين بزيارة الموقع في القرنين التاسع عشر والعشرين ميلادي، حيث قام بزيارة الخربة الباحث والرحالة «ميرال» في عام 1876م وقدم وصفا لبعض العناصر المعمارية التي استخدمت في بناء مباني خربة ياجوز من أعمدة وتاجيات والعتبات والدعامات الحجرية التي حملت بعض الزخارف النباتية واشكال ادمية، واشار إلى النظام المائي في الموقع، وذكر بعض المعالم المعمارية التي تشير إلى وجود كنيستين في موقع خربة ياجوز.

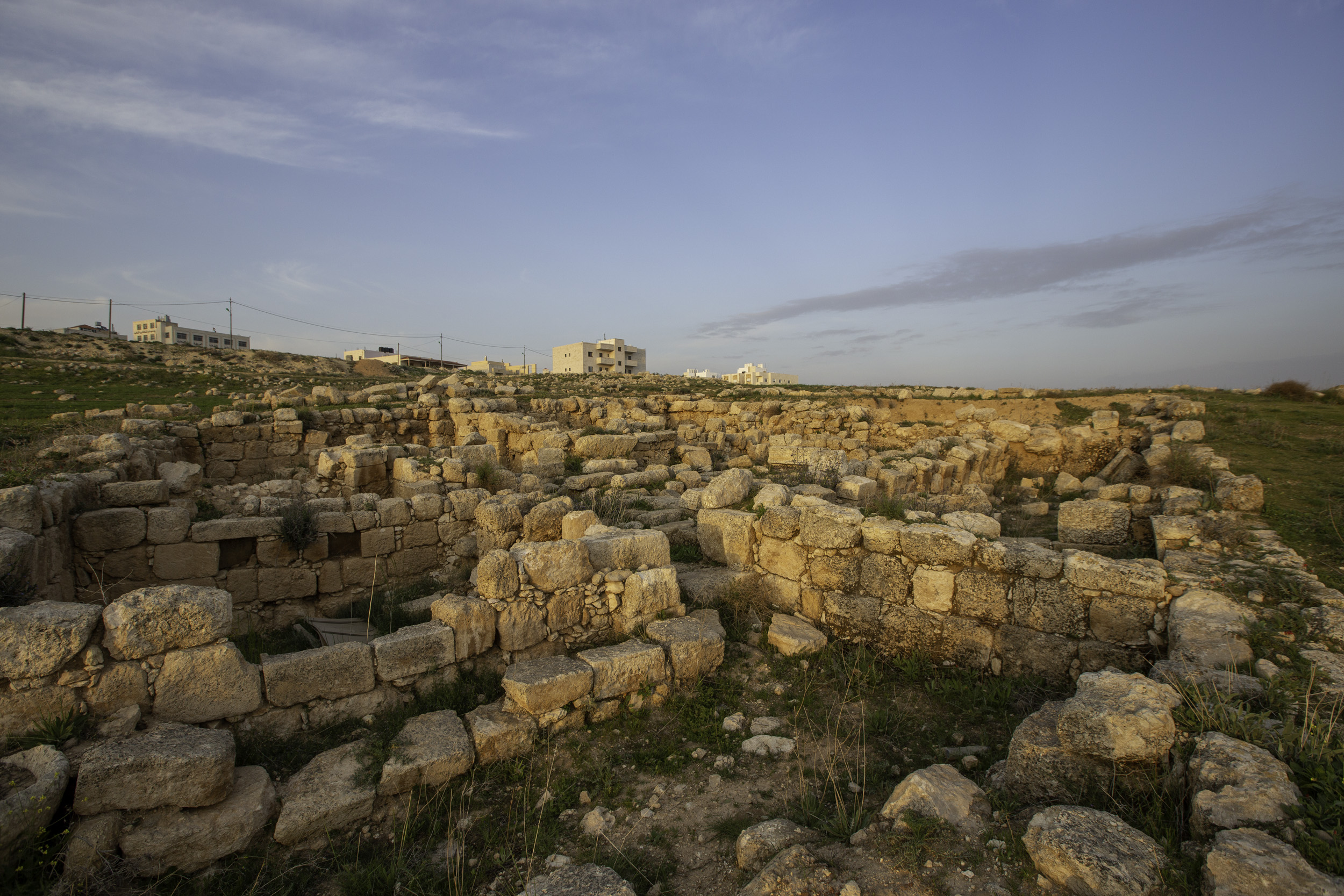

وقدم الباحث «كوندر» وصفا للموقع بفعل زيارتة للمنطقة في عام 1881م محددا موقع ياجوز ومشيرا إلى عين الماء المحاطة بالاشجار الضخمة، ويذكر أيضا بعض المعالم المعمارية والخرائب المنتشرة في الموقع ذات الاساسات المقنطرة وقنوات المياه، وتحدث عن وجود معبد روماني، الا ان الحفريات الاثرية التي قامت بالموقع لم تكتشفه حتى الآن.
وزار الموقع أيضا الرحالة «مكاون» في عام 1930م وقد وصفا لعين ماء خربة ياجوز، وذكر وجود بركة كبيرة لتجميع المياه، ويشير إلى كثرة المدافن والقبور ذات المداخل العمودية، كما تحدث عن وجود كنيسة، واشار إلى اهمية موقع ياجوز الواقع على الطريق الذي يربط مدينة البتراء وفيلادلفيا وجرش ومدن الديكابولس في شمال الأردن.
وفي عام 1937م ذكر الباحث «جلوك» اهمية الموقع من خلال زيارتة لخربة ياجوز حيث يقع على الطريق الروماني الذي يربط مدينة عمان بمدينة جرش.

كما قام «هنري» في عام 1972م بإجراء أول تنقيب اثري بالموقع، اذ قام بالكشف عن مجموعة من القبور الرومانية في المنطقة الجنوبية الغربية من الخربة، بالإضافة إلى تنظيف بعض الكهوف الصخرية التي استخدمت كمدافن في الفترة الرومانية وأعيد استخدام بعضها كمعاصر للزيتون في الفترة البيزنطية.
وقامت دائرة الاثار العامة بأجراء حفرية انقاذية عرضية للموقع عام 1994م، اذ تم الكشف عن كنيسة بازيليكية رصفت ارضيتها بالفسيفساء.
واشرف قسم الاثار في الجامعة الأردنية على أعمال الحفر والتنقيب في الموقع عام 1995 ولا يزال العمل مستمر لتدريب طلبة القسم على أعمال الحفر والتنقيب في الموقع الاثري، وطرق الكشف عن الاثار وصيانتها وترميمها وتوثيقها بأسلوب علمي دقيق.

دلت نتائج التنقيبات الاثرية في موقع ياجوز على اهمية الموقع الذي شهد فترات استيطانية عديدة، اذ برزت اهمية الموقع في الفترة الرومانية كمحطة مهمة على الطريق الرئيسي الذي يربط مدينتي عمان وجرش، واستمرت اهمية ياجوز خلال الفترة البيزنطية كقرية زراعية ضخمة، ونستدل على ذلك بما تم الكشف عنه من مخلفات اثرية معمارية دينية ومدنية وصناعية، وتشير إلى وجود استيطان بيزنطي مكثف في موقع ياجوز، ودلت نتائج التنقيبات في الموسام الاخيرة على استمرارية استيطان موقع ياجوز خلال الفترات الاموية والعباسية والايوبية والمملوكية.
وخلال تنقيبات الجامعة الأردنية عام 1996 تم العثور على كنيسة صغيرة ذات طراز معماري بازلكي الشكل ممتدة من الشرق إلى الغرب.
يقع المدخل الرئيسي للكنيسة في الجهة الجنوبية من المبنى الذي يؤدي إلى مدفن منحوت في الصخر، وينتهي في الجهة الشرقية يحيط بها غرفة استخدمت لخدمة الكنيسة، ويتوسطها مذبح صنع من الحجر الجيري يتوسطه حفرة دائرية اشتملت على إشارة الصليب، واشتمل بناء الكنيسة من الجهة الشمالية على عدد من الغرف مفتوحة على بعضها، واشتملت ارضية المدخل على ارضية فسيفسائية حملت نقشا بالغة اليونانية، بؤرخ لعام 508م، وبعدها اعيد استخدام المصلى وترميمه في نهاية الفترة البيزنطية وبداية الفترة الاموية، وتم التعرف على ذلك من خلال وجود طبقتين من الفسيفساء فوق بعضها البعض، والعثور على بعض الكسر الفخارية التي تعود إلى نهاية الفترة البيزنطية وأوائل الفترة الاموية.

## المدافن
تعد المدافن من أهم المخلفات الاثرية، وتكمن اهمية هذه المدافن في ما تحتوي عليه من تصاميم معمارية، إضافة إلى موجوداتها الفنية والدينية. وقد اعيد استخدام المدافن الرومانية إبان الفترة البيزنطية، وتميزة الاخيرة في طريقة الدفن بان لها طقوس خاصة حيث كان يدفن الميت والباسه أفضل الملابس والمشابك والحلي. وتعددت طرز بناء ومخططات المدافن في لفترة الرومانية معتمدة بذلك على اسلوب الدفن وعلة مكانة الشخص المتوفي وتعد اشكال المدافن على النحو التالي:
- مدافن الحجرات المركزية المقطوعة في الصخر.
- مدافن الممرات العمودية.
- مدافن الممرات الافقية.
- استخدام الكهوف الطبيعية كمدافن.

وصف مدفن ياجوز
يتبع مخطط مدخل ياجوز إلى المدافن المقطوعة في الصخر ذات الحجرة المركزية، ويقع المدفن اسفل الكنيسة الصغيرة في المنطقة الجنوبية، يتقدم مدخل المدفن قاعة مستطيلة الشكل ينخفض ارتفاع ارضيتها عن مستوى ارضية الكنيسة، يتم الوصول اليها بواسطة درجات محفورة في الصخور.
تم سقفها بواسطة سقف نصف برميلي محمول على اقواس مبنية من الحجر الجيري الشذب، واشتمل الجدار الشرقي للقاعة على كوة محفورة في الصخر تم فصلها عن القاعة بواسطة بلاطات حجرية مغطاة ببلاطات رخامية، وفي وسط هذه القاعة حفرة بيضاوية الشكل مقطوعة في الصخر، استخدمت على ما يبدو لتجميع دماء الحيوانات التي كانت تقدم أضاحي كأحد الطقوس الدينية التي كانت تمارس عند دفن الميت في الفترة البيزنطية.
ويقع مدخل حجرة المدفن في الجدار الصخري الشمالي للقاعة التي تتقدمه، وحجرة المدفن مقطوعة في الصخر.وجاء المدفن على هيئة غرفة منتظمة يحتوي من الداخل على عدد من التجاويف الجدارية بوضع افقي، إضافة الي جهة جدارية قوسية.
واكتشف فيها ارضيات فسيفسائية في الجزء الغربي من الموقع،وتتكون بعض الارضيات من طبقتي فسيفساء احداهما ذات حبيبات حجم كبير وبيضاء اللون والاخرى صغيرة الحبيبات وملونة وتشكل زخارف نباتية وهندسية ذات دلالات فنية ودينية، وتشكل هذه الارضيات مع ما اكتشف من جدران ارضيات لغرف كانت جزءاً من كنيسة تعود إلى العصر البيزنطي والتي دمرت بسبب الزلزال الذي حدث عام 748م.
كما اكتشف في وسط الموقع تقريبا مغارة ذات مساحة كبيرة وبداخلها جدران وتقسيمات داخلية لم يتمكنوا المستكشفون من التنقيب بداخلها بسبب وجود تشققات في سقفها مما يعرض حياتهم لخطر انهيارها.
والى الشمال من المغارة، اكتشفت جدران مبنية بحجارة ضخمة بعضها مشذب ويبدو ان هذه الجدران مع قواعد الاقواس تشكل جزءاً من بناء كبير ومما يؤكد ذلك العثور على اجزاء مبعثرة من الفريسكو الملون ويعتقد ان البناء يعود إلى الفترة البيزنطية والاموية. كما تم الكشف عن عدد من الاواني والاسرجة الفخارية وقطع النقود النحاسية.
وتدل الاثار المكتشفة في الموقع على ان خربة ياجوز كانت ذات اهمية خاصة على الطريق الرئيسي بين جرش وعمان خلال القرن الثاني الميلادي في العصر الروماني، كما ان المدينة شهدت ازدهارا خلال القرنين السادس والسابع الميلاديين، خلال العصر البيزنطي، إلى جانب اهمية المدينة التي استمرت خلال العصرين الاموي والعباسي.